# キルクムダタカワセミフタオシジミ
キルクムダタカワセミフタオシジミ (Rachana circumdata) は、チョウ目（鱗翅目）シジミチョウ上科シジミチョウ科に分類されるチョウの一種。フィリピン固有種。

## 分布
名義タイプ亜種はルソン島、カミギン島、マリンドゥケ島、ミンドロ島に分布する。セブ島、パナイ島、ネグロス島産の個体は別亜種 (R. c. panayensis) になっている。

## 形態
オスの前翅長は17.5-20mm。メスの前翅長は17-19mm。ルソン島とミンドロ島には他のカワセミフタオシジミ属のヤリンドゥラカワセミフタオシジミが分布しているので、同定には注意を要する。オス翅表地色の青色の色彩の違いや黒縁の形など、メスでは翅表地色が本種では茶褐色であるが、ヤリンドゥラカワセミフタオシジミでは青色部が広がるなどで区別できる。

## 生態
地域により、個体数がまれなところとやや普通に見られるところがある。年数回発生しているようである。